# Podlipa (Vrhnika)
Podlipa is een plaats in Slovenië en maakt deel uit van de gemeente Vrhnika in de NUTS-3-regio Osrednjeslovenska. De plaats telde 575 inwoners op 1 januari 2020.

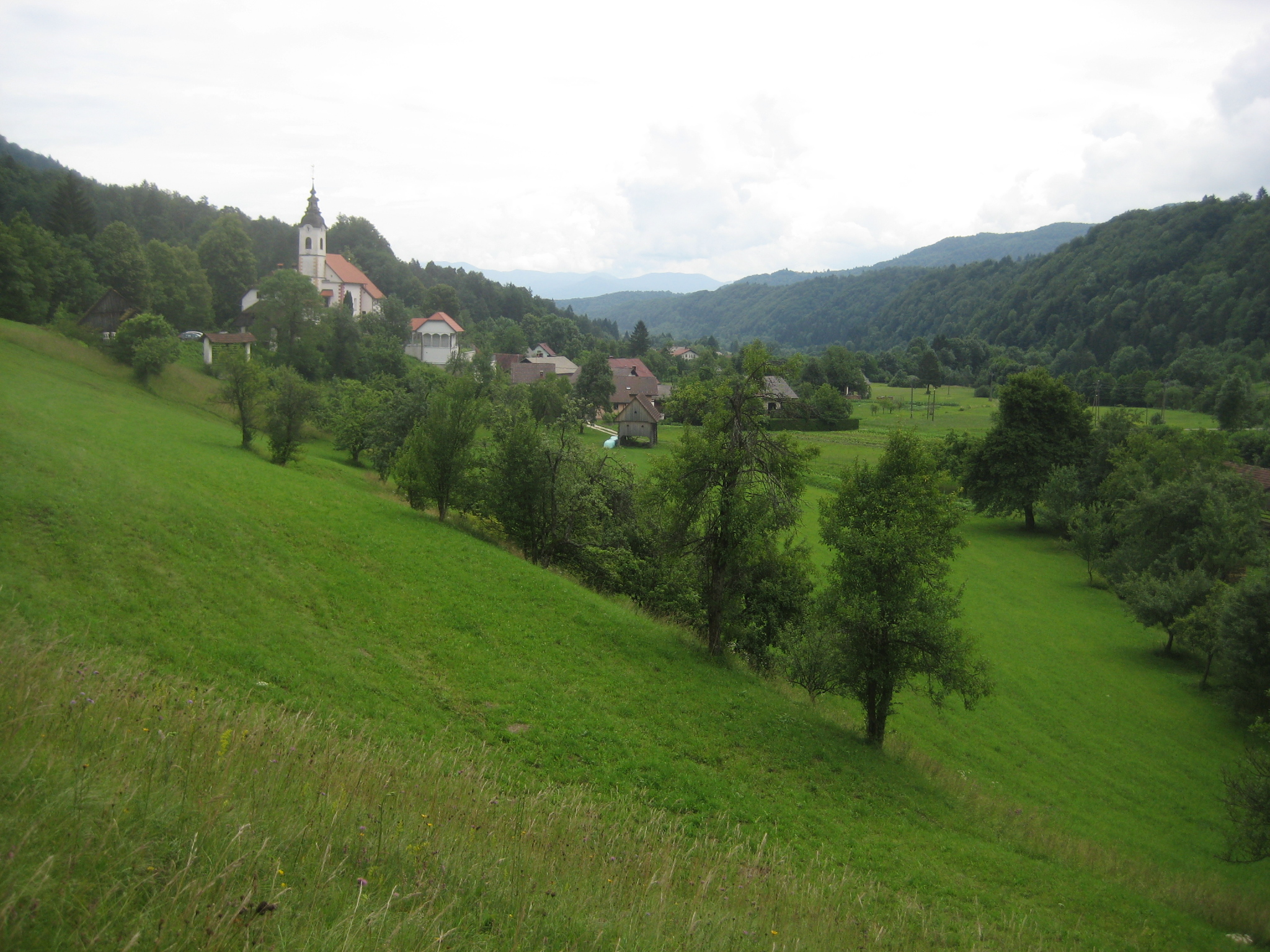
Podlipa
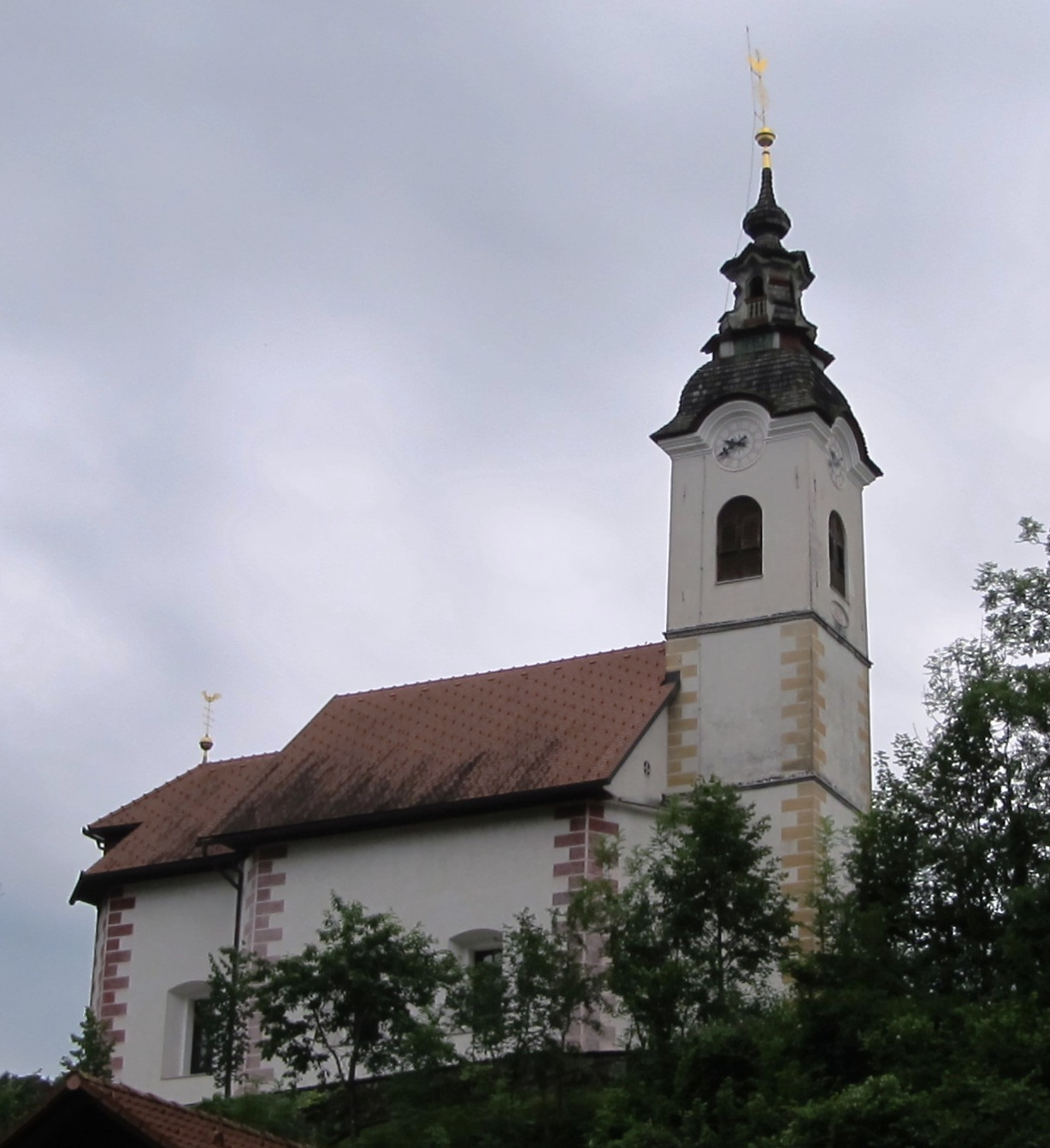
Kerk in Podlipa